# Тринкье, Роже
Роже Тринкье (фр. Roger Paul Trinquier; 20 марта 1908, Ла-Бом, Верхняя Савойя, Франция — 11 января 1986, Ванс, Франция) — французский полковник, военный теоретик, автор «Французской доктрины», ответственный за множественные преступления во время Индокитайской, Корейской и Алжирской войн.

## Биография

### Ранние годы
Родился 20 марта 1908 года в крестьянской семье в Ла-Боме в Верхних Альпах. Учился в муниципальной школе родного села, где в 1920 году получил аттестат зрелости. В 1925 году поступил в обычную школу Экс-ан-Прованса. Сын шахтёра, окончил среднюю школу, мечтал стать учителем, в 20 лет был призван на военную службу. Его сын, Ричард Тринкье, был мэром Виссуса и в Эссонне.

### Военная карьера
После двухгодичной срочной службы подал заявление о зачислении в офицерскую школу Сен-Миксан-л'Эколь, которую он окончил в 1931 году в звании второго лейтенанта морской пехоты. Во французской армии понятие «морской пехоты» далеко от представлений её в США, СССР, России или Украине: во Франции морской пехотой называли сухопутные части, местом постоянной дислокации которых были заморские колонии.
Первым местом службы молодого офицера стал Протекторат Тонкин. Здесь он охранял границу с Китаем, боролся с контрабандой наркотиков, для чего сотрудничал с местным населением и научился изъясняться с ними на их же диалектах. В 1937 году он вернулся во Францию, после чего был направлен на территорию Шанхайской французской концессии. Вскоре после этого он принял командование одной из двух рот, охранявших посольство Франции в Пекине. Именно в это время он выучил китайский язык. Сразу после начала войны в Европе в сентябре 1939 года, Тринкье вернулся в Шанхай, и стал заместителем командира батальона. Французско-японские отношения были натянутыми, однако режим Виши, который контролировал французские колонии во время Второй мировой войны, номинально был дружественным Японии, поэтому войска в Шанхае были разоружены японцами только 10 марта 1945 года, на следующий день после начала второй кампании во Французском Индокитае. В 1942 году Тринкье стал капитаном. Всю жизнь он оставался противником генерала де Голля, в то же время никогда не высказывался однозначно в поддержку режима Виши.

#### Индокитайская война
После Второй мировой войны все офицеры, служившие при режиме Виши, должны были быть уволены с позором. Морально сломленный Роже и сам хотел уйти, но благодаря заступничеству Рауля Салана, с которым Тринкье познакомился во время службы на китайско-вьетнамской границе, ему разрешили остаться, но его продвижение по карьерной лестнице в любом случае на несколько лет становится невозможным. 3 января 1946 года он прибыл в Сайгон, где принял командование взводом парашютистов. 1 февраля 1947 года он был зачислен в школу парашютистов в Тарбе. 14 ноября 1947 года Тринкье снова на войне в Индокитае, на этот раз в качестве заместителя командира 1-го колониального парашютно-десантного батальона, которым он принял командование в сентябре 1948 года, когда его предшественник погиб. Это сопровождалось повышением до майора. Затем его снова командировали во Францию, где он стал начальником учебного центра парашютистов в Фрежюсе.
В декабре 1951 года в качествен сотрудника SDECE он вернулся во Вьетнам, где занялся созданием в Тонкине подразделения Службы действия. Затем он участвовал спецоперации ЦРУ Rat Killer по ликвидации коммунистического партизанского движения в Южной Корее. С мая 1953 года возглавлял Индокитайскую Службу действия и Смешанную воздушно-десантную группу коммандос, проводил различные атаки в тылу Вьетминя.
С января 1955 года на службе в Генеральном штабе, здесь его начальником был генерал Жан Жиль, командующий воздушно-десантными войсками.

#### Алжирская война
В августе 1956 года он прибыл в Алжир и принял командование воздушно-десантной базой AFN, затем стал заместителем генерала Массю, командующего 10-й парашютной дивизией (10-й DP) во время битвы за Алжир. Он стоит у истоков создания «системы городской охраны» (ДПУ).
С июня 1957 года по март 1958 года командовал Базовой школой воздушно-десантных войск (БЕТАП) в По. В марте 1958 года он сменил полковника Бигарда во главе 3-го РПЦ (колониальный парашютный полк), который впоследствии стал 3-м РПИМа (парашютный полк морской пехоты).
Принимал участие в перевороте 13 мая 1958 года и стал членом Комитета общественной безопасности Алжира. После путча он возобновил бой во главе своего полка на юге и в Кабилии, где захватил командира Аззедина. В первой половине 1959 года он принимал участие в операциях по плану Шалле в Орани и Уарсени.
В июле 1959 года он вместе со своим начальником штаба капитаном Дабезисом принял командование сектором Эль-Милиа в Константинуа.
Роже Тринкье поддерживает постоянную переписку с генералом Саланом и выражает свое разочарование, а затем и недоверие к алжирской политике генерала де Голля.
Роже Тринкье навсегда покинул Французский Алжир в июле 1960 года, когда отбыл в Метрополию, где с декабре снова на службе в Генеральном штабе.

### Конголезский кризис
26 января 1961 года Тринкье попросил досрочно уволиться из армии в резерв, просьба была удовлетворена, после чего он прибыл в Элизабетвиль с миссией помочь непризнанному президенту Катанги Моизу Чомбе организовать собственные войска. Под давлением ООН и бельгийских дипломатов, 9 марта того же года он был выдворен из Демократической Республики Конго, получив выходное пособие в 200 000 франков. Путч генералов Тринкье застал будучи в Афинах, по пути из Франции обратно в Катангу. Он не имел никакого отношения к заговору, однако был близок к заговорщикам, в том числе генералу Салану, поэтому был отправлен из резерва в отставку.

#### Военный советник в Лаосе
Не найдя себе применения в мирной жизни, по приглашению ЦРУ, будучи признанным специалистом по борьбе с партизанами, прибыл в северный Лаос, где в течение нескольких месяцев занимался подготовкой бойцов «Секретной армии» — антикоммунистического ополчения хмонгов, которым руководил Ванг Пао. Позднее Тринкье был заменён американским разведчиком Энтони Пошепни.

## Современная война
Я должен подчеркнуть, что этот человек в некоторой степени фашист и руководил одной из самых неприглядных операций парашютистов в Алжире
Тринкье считал целесообразным проведение массовых принудительных депортаций гражданского населения, подвергать повстанцев (или подозреваемых в повстанчестве) самым жестоким пыткам, чтобы как можно скорее получить информацию и ради запугивания гражданского населения.